# Сен-Парду-Сутьє
Сен-Парду-Сутьє (фр. Saint-Pardoux-Soutiers) — муніципалітет у Франції, у регіоні Нова Аквітанія, департамент Де-Севр. Сен-Парду-Сутьє утворено 1 січня 2019 року шляхом злиття муніципалітетів Сен-Парду i Сутьє. Адміністративним центром муніципалітету є Сен-Парду. Населення — 1867 осіб (01.01.2021).